# Земляные Хутора
Земляные Хутора — село в Аткарском районе Саратовской области, входит в состав населённых пунктов Лопуховского муниципального образования.

## География
Земляные Хутора - село, расположено в овражной чаше-нише, на берегах реки Аткара, в западной пограничной части района, в 22 километрах от города Аткарск и в 109 километрах от областного центра города Саратов, является одним из сел, которое стоит прямо на федеральной трассе Саратов - Тамбов, точнее в 500 метрах. Через Земляные Хутора проходит региональная трасса Р208 из Саратова в Ртищево, ближайшая железнодорожная станция находится на севере в Лопуховке. 
Вокруг преобладают овраги, через которые течет вода в село и часто затопляет одну из главных улиц, на западе – Качеевский лес, на северо-востоке – пойменные леса в долине Аткары. Так же вокруг можно увидеть площади, которые засеяны разными культурами, дающими  хорошие всходы. 

## Население
Согласно данным переписи на 2010 год в селе проживало 541 человек, из них 252 мужчины и 259 женщин.
| 2002 | 2010 |
| ---- | ---- |
| 644  | ↘541 |

## История
Оно основано в середине XVIII века безземельными крестьянами, переселившимися из центральных областей России, предположительно, в 1754 году.
В конце XVIII века в Земляных Хуторах уже имелась православная церковь, приписанная к приходу села Сластухи (Екатериновский район).
В 1929 году в селе был основан колхоз "Знамя Победы". 
В Великую Отечественную войну было призвано на фронт свыше 200 сельчан, из них больше половины не вернулось, сложив свои головы на благо Родины.
В послевоенные годы в Земляных Хуторах были построены: новое жильё, животноводческие помещения, просторный дом культуры с кинозалом и библиотекой, здания правления колхоза, два магазина, сельского совета, медпункт, колхозная баня, пристройка к детскому саду, проложены газо- и водопровод. Школа в 1989 году получила статус средней.

## Инфраструктура
На территории села находится школа, распахнувшая свои двери 1 сентября 1992 года и действующая по сей день, там же с 1998 года работает детский сад. Работают дом культуры, совмещенный с почтой России, магазин. 
В 1996 г. вновь открыта церковь Святой Троицы, построенная в 1826 г. Благодаря этому событию поселению было присвоен статус села. Здание ранее было передано под одно из складских помещений, но спустя много лет оно отрыло двери и стало привлекать местных жителей и энтузиастов.. 
В западном конце села был установлен новый, скульптурный мемориал памяти павших в Великой Отечественной войне.

## Известные люди
- Виктор Васильевич Шаталин - советский и украинский художник и педагог.

## Уличная сеть
В селе несколько улиц:
ул. Советская, ул. Молодёжная, ул. Садовая, ул. Заречная, ул. Набережная.